# Rambha
Rambha là một thị xã và là nơi đặt ủy ban khu vực quy hoạch (notified area committee) của quận Ganjam thuộc bang Orissa, Ấn Độ.

## Địa lý
Rambha có vị trí 19°31′B 85°06′Đ / 19,52°B 85,1°Đ Nó có độ cao trung bình là 87 mét (285 feet).

## Nhân khẩu
Theo điều tra dân số năm 2001 của Ấn Độ, Rambha có dân số 10.715 người. Phái nam chiếm 50% tổng số dân và phái nữ chiếm 50%. Rambha có tỷ lệ 56% biết đọc biết viết, thấp hơn tỷ lệ trung bình toàn quốc là 59,5%: tỷ lệ cho phái nam là 69%, và tỷ lệ cho phái nữ là 44%. Tại Rambha, 15% dân số nhỏ hơn 6 tuổi.